# Kurt Enkelmann
Kurt Enkelmann (* 14. Januar 1920; † 8. Januar 2004) war ein deutscher Politiker (SED) und Diplomat. Er war Stellvertreter des Ministers für Außenwirtschaft der DDR und erster Leiter der Handelsvertretung der DDR in Kairo.

## Leben
Enkelmann erlernte den Beruf des Schlossers und arbeitete im VEB Großdrehmaschinenbau „8. Mai“ in Chemnitz. Enkelmann wurde 1949 als Erster im Werk mit dem Titel „Aktivist des Zweijahresplanes“ ausgezeichnet. Er trat der SED bei und fungierte bis 1953 als Direktor des DIA Maschinenexport. Von Februar 1954 bis 1958 war Enkelmann Handelsrat und Leiter der Handelsvertretung der DDR in Ägypten. Von Oktober 1958 bis 1974 wirkte er als Stellvertreter des Ministers für Außenhandel und Innerdeutschen Handel bzw. für Außenwirtschaft der DDR und war verantwortlich für den Handel mit der Sowjetunion. 1974 wurde er Leiter der Handelsvertretung der DDR in Moskau (Nachfolger von Erwin Kerber). 
Enkelmann war Mitglied des Präsidiums der Deutsch-Arabischen Gesellschaft und ab 1978 Mitglied des Zentralvorstandes der Gesellschaft für Deutsch-Sowjetische Freundschaft.

## Auszeichnungen
- Titel „Aktivist des Zweijahresplanes“ (1949)
- Vaterländischer Verdienstorden in Silber (1958) und in Gold (1980)
- Verdienstmedaille der DDR (1959)
- Orden Banner der Arbeit (1968)